# برسيس كامباتا
بيرسيس كامباتا (2 أكتوبر 1948 - 18 أغسطس 1998) عارضة أزياء وممثلة هندية اشتهرت بلعب دور الملازم إليا في الفيلم الطويل ستار تريك: الفيلم السينمائي (1979).